# GNK Dinamo Zagreb II
GNK Dinamo Zagreb II, često Dinamo II, je povremeno aktivna druga momčad Građanskog nogometnog kluba Dinamo Zagreb. Momčad čine rezervni i mladi igrači zagrebačkog Dinama. Domaće utakmice najčešće su se igrale na Igralištu Hitrec – Kacian čiji kapacitet iznosi 5000.

## Povijest
Dinamo je tijekom povijesti više puta imao drugu momčad. Osvojila je 1947. prvenstvo rezervnih momčadi Zagreba. U sezoni 1960./61. igrala je u Zagrebačkoj zoni, a u sezoni 1962./63. u Zagrebačkoj ligi. U sezoni 1961./62. izborila je šesnaestinu finala Kupa maršala Tita u kojoj je ispala 2:0 od Varteksa. U 1. kolu Kupa maršala Tita 1967./68. pobijedila je Maksimir 14:0 što je najveći klupski poraz u povijesti.
Klub je osnovan 2014. godine. Svoju prvu utakmicu igrao je 30. kolovoza u 3. HNL – Zapad protiv Stupnika. Utakmica je završila 4:2 za Dinamo II. Tijekom sezone 2014./15. osvojio je 3. HNL – Zapad. Svoju prvu utakmicu u 2. HNL igrao je 15. kolovoza 2015. protiv Hrvatskog dragovoljca. Utakmica je završila 4:0 za Dinamo II. Dana 28. travnja 2022. Dinamo Zagreb je na Maksimiru odigrao humanitarnu utakmicu s Dinamom Kijev. Utakmica je završila 2:2 te je zagrebački Dinamo vodio Damir Krznar, trener Dinama II, a većina igrača bili su igrači Dinama II.
Hrvatski nogometni savez odlučio je da se od sezone 2022./23. druge momčadi hrvatskih prvoligaških klubova neće moći natjecati u 1. NL koja se do te sezone zvala 2. HNL. Dinamo Zagreb odlučio je da se njegova druga momčad neće natjecati u 2. NL (do sezone 2022./23. 3. HNL). Prvotno je planirano da igrači Dinamove druge momčadi s trenerom Damirom Krznarom prijeđu u Inter Zaprešić koji se natječe u 1. NL. Tako su igrači Dinamove druge momčadi trebali nastaviti igrati u 1. NL. Dinamo je iz nepoznatih razloga odustao od suradnje sa zaprešićkim Interom. Dinamo je pokušao sklopiti suradnju s nekim slovenskim prvoligašem kako bi igrači druge momčadi dobili jaču konkurenciju. Dinamo je na kraju odustao od potencijalne suradnje s nekim slovenskim klubom te je odlučio ukinuti svoju drugu momčad.

## Uspjesi
- 3. HNL – Zapad
  - Prvaci (1): 2014./15.

## Ligaški rezultati
| Liga           | Sezona    | Mjesto | U  | P  | N  | I  | G+ | G– | Bod. |
| -------------- | --------- | ------ | -- | -- | -- | -- | -- | -- | ---- |
| 3. HNL – Zapad | 2014./15. | 1.     | 30 | 20 | 8  | 2  | 90 | 17 | 68   |
| 2. HNL         | 2015./16. | 6.     | 33 | 11 | 10 | 12 | 34 | 37 | 43   |
| 2. HNL         | 2016./17. | 5.     | 33 | 12 | 11 | 10 | 39 | 32 | 47   |
| 2. HNL         | 2017./18. | 3.     | 33 | 18 | 7  | 8  | 43 | 25 | 61   |
| 2. HNL         | 2018./19. | 7.     | 26 | 10 | 7  | 9  | 31 | 26 | 37   |
| 2. HNL         | 2019./20. | 8.     | 19 | 7  | 5  | 7  | 20 | 21 | 26   |
| 2. HNL         | 2020./21. | 13.    | 34 | 12 | 7  | 15 | 45 | 41 | 43   |
| 2. HNL         | 2021./22. | 7.     | 30 | 11 | 8  | 11 | 37 | 44 | 41   |

## Treneri
- Sreten Ćuk (2014. – 2015.)
- Željko Sopić (2015. – 2016.)
- Mario Cvitanović (2016. – 2017.)
- Igor Jovićević (2017. – 2020.)
- Goce Sedloski (2020.)
- Ivan Prelec (2020. – 2021.)
- Igor Cvitanović (2021. – 2022.)
- Damir Krznar (2022.)

## Vanjske poveznice
- GNK Dinamo Zagreb II, Facebook
- GNK Dinamo Zagreb II, Transfermarkt